# Scandia gigas
Scandia gigas is een hydroïdpoliep uit de familie Hebellidae. De poliep komt uit het geslacht Scandia. Scandia gigas werd in 1884 voor het eerst wetenschappelijk beschreven door Pieper. 